# DR2 Udland
DR2 Udland var et aktualitetsprogram på DR2, der bragte nyheder og reportager fra udlandet. Programmet blev sendt alle hverdage kl. 19.30 og havde Ida Ebbensgaard og Erkan Özden som værter. Programmet fik premiere i januar 2008. Da programmet blev planlagt i efteråret 2007, var arbejdstitlen på programmet Deadline Udland, men der var et ønske om at distancere sig fra Deadline-brandet, og derfor endte programmet med at hedde DR2 Udland.
Programmet beskæftigede sig med både erhverv, økonomi, kultur og politik.
Programmet havde få reportere, og indslagene bestod ofte af et interview via webcam på en Skype-forbindelse med en dansker bosiddende i det område historien omhandler.
Som konsekvens af medieforliget indgået ultimo 2010, hvor DR-nyhederne var blevet pålagt at spare 80 mio. kr., hvilket svarede til to procent af DRs driftsudgifter, ophørte programmet ved udgangen af 2010. Ved afskedigelsen nedlagde flere forskellige afdelinger arbejdet i protest.